# 石田聡子
石田 聡子（いしだ さとこ）は、日本の映画プロデューサーである。松竹所属。

## フィルモグラフィー
- 『リトル・フォレスト 夏・秋』（2014年） - プロデューサー
- 『紙の月』（2014年） - プロデューサー
- 『リトル・フォレスト 冬・春』（2015年） - プロデューサー
- 『植物図鑑 運命の恋、ひろいました』（2016年） - プロデューサー
- 『クリーピー 偽りの隣人』（2016年） - プロデューサー
- 『空飛ぶタイヤ』（2018年） - プロデューサー
- 『かぞくいろ RAILWAYS わたしたちの出発』（2018年） - プロデューサー
- 『パラレルワールド・ラブストーリー』（2019年） - プロデューサー
- 『ハニーレモンソーダ』（2021年） - プロデューサー
- 『CUBE 一度入ったら、最後』（2021年） - プロデューサー
- 『ウェディング・ハイ』（2022年） - プロデューサー

| スタブアイコン | サブスタブ | この項目は、まだ閲覧者の調べものの参照としては役立たない、人物に関連した書きかけの項目です。この項目を加筆・訂正などしてくださる協力者を求めています（P:人物伝/PJ:人物伝）。 |